# Maturino Queras
Maturino Queras, doctor de la Sorbona, nació en Sens en 1614, y murió en Troyes en 1695. 
Fue excluido de la Sorbona por haberse negado a firmar el formulario y suscribir a la censura contra el doctor Arnaldo. Hay de él una disertación sobre esta cuestión: Si el concilio de Trento ha decidido ó declarado que la atrición concebida por el solo temor de las penas del infierno sea una disposición suficiente para recibir la absolución de los pecados, etc. París, 1685 en 8°.